# Cheng Yu
Cheng Yu (141-220) est un conseiller de Cao Cao, puissant seigneur de guerre chinois de la fin de la dynastie Han en Chine .
Il joint les rangs de Cao Cao sur la recommandation de Xun Yu en 192. Dès l’an 193, lorsque Cao Cao part en expédition contre Tao Qian, Cheng Yu et Xun Yu sont assignés à la défense des comtés de Juancheng, Fanxia, et Dongjun. D’ailleurs, quand Lü Bu attaque la province de Yan, seul ces trois comtés ne sont pas conquis. Cheng Yu propose ensuite une expédition sur Puyang qui est couronnée de succès.
En l’an 196, Cao Cao emmène l’Empereur dans Xuchang et Cheng Yu est nommé seigneur de Dongping et membre du secrétariat. Par la suite, il conseille Cao Cao sur divers aspects et s’oppose à ce qu’il détrône l’empereur Xian. Il joue ensuite un rôle majeur dans la conquête du nord de la Chine et brise les armées de Yuan Shao à Cangting avec sa stratégie des « Dix embuscades ». Par la suite, il propose une ruse qui permet à Cao Cao de recevoir le brillant Xu Shu à ses côtés.
À la bataille de la Falaise Rouge, il met en garde Cao Cao contre une possible attaque incendiaire sur sa flotte, mais ne fut toutefois pas écouté. Enfin, il propose une ruse pour retourner Zhou Yu contre Liu Bei et en l’an 213, il participa à la Bataille de Ruxu, où il conseille à Cao Cao de se retirer.
Reconnu comme un homme féroce et cruel, Cheng Yu meurt en l’an 220, peu après l'ascension de Cao Pi sur le trône des Wei.